# Lieutenant Green
Lieutenant Green is een personage uit Gerry Andersons supermarionation-sciencefictionserie Captain Scarlet and the Mysterons en de digitaal geanimeerde remake New Captain Scarlet.
Greens stem werd in de originele serie gedaan door Cy Grant, en in de nieuwe serie door Jules De Jongh.

## Captain Scarlet and the Mysterons
In de originele serie is Lieutenant Greens echte naam Seymour Griffiths. Hij is in de serie de assistent van Colonel White. Green is geboren op 18 januari 2041. Hij is van Trinidadiaanse afkomst, en de enige niet-blanke man aan boord van de Cloudbase. Hij is tevens de enige officier met de rang van luitenant.
Green is de oudste van 9 kinderen. Toen hij 12 was kwamen zijn ouders om bij een vliegtuigongeluk, waarna hij voor zijn broers en zussen moest zorgen. Hij wist het huishouden in goede banen te leiden en te voorkomen dat de familie uiteen zou vallen en verdeeld zou worden over verschillende pleeggezinnen. Dit toonde al hoeveel moed en vastberadenheid Green had, iets was later in zijn leven van pas zou komen.
Green studeerde aan de Kingston Universiteit. Daarna zat hij een tijdje bij de World Aquanaut Security Patrol (WASP).
Green is een expert in computerprogrammering en elektronica. Als hij in dienst is, is hij kalm en alert en staat niet toe dat hij gefrustreerd wordt. Buiten diensttijd wordt hij een stuk kalmer en blijkt hij ook een gevoel voor humor te hebben. Hij houdt van muziek, vooral de West-Indiaanse calypso.
In de serie brengt Green het grootste deel van de tijd door aan boord van de Cloudbase, waar hij Colonel White helpt in de controlekamer. Zijn voornaamste taken zijn Colonel White helpen bij het verkrijgen van data en radiolinks via een supercomputer. Het liefst zou hij eens oog in oog willen staan met Captain Black.

## New Captain Scarlet
In de remakeserie uit 2005 is Lieutenant Green een 27-jarige vrouw met de naam Serena Lewis. Haar rol is vrijwel identiek aan die van de Lieutenant Green in de originele serie, alleen is haar bureau kleiner en haar computer holografisch. Ze heeft kennis over alle aspecten van Spectrum, en werkte eerst voor de Verenigde Naties. Ze heeft een relatie met Captain Blue.